# Chinesische Rothalsschildkröte
Die Chinesische Rothalsschildkröte (Mauremys nigricans) ist eine aus dem südlichen China stammende Art der Bachschildkröten. Sie ist vom Aussterben bedroht.
Synonyme sind Emys nigricans Gray 1834, Geoclemys kwangtungensis Pope 1934 und Geoclemys palaeannamitica Bourret 1941:10 (nomen dubium).

## Merkmale
Die Chinesische Rothalsschildkröte zeigt einen deutlichen Sexualdimorphismus, wobei die Weibchen größer als die Männchen sind. Das größte bekannte Männchen, ein Museumsexemplar, wies eine Panzerlänge von 18,5 cm auf, während die größten bekannten Weibchen 28,0 cm und 29,8 cm erreichten. Der kastanienbraune bis schwarze Panzer ist schwach gewölbt mit einem Mittelkiel und zwei schwächer ausgeprägten Seitenkielen, die im Alter weniger sichtbar werden. Alte Individuen haben glatte Scuta. Der Bauchpanzer ist relativ flach, vorne leicht nach oben gebogen und hinten mit einer abgerundeten Analeinkerbung versehen. Die maximale Bauchpanzerlänge erreicht 85 bis 95 % der maximalen Panzerlänge. Männchen zeigen eine rote Färbung an Kopf, Hals und Gliedmaßen; sie haben einen längeren Schwanz und einen dickeren Schwanzansatz als Weibchen. Bei alten Männchen können Bauchpanzer und Brücke einen netzartigen Melanismus entwickeln. Schlüpflinge haben einen leuchtend gelben bis orangen oder roten Bauchpanzer mit unregelmäßigen schwarzen Punkten, dessen Farbe bei einem Alter von etwa 8 Monaten zu gelb bis hornfarben mit braunen bis schwarzen, unregelmäßigen Flecken verblasst ist.
Es gibt auch eine großköpfige Form der Chinesischen Rothalsschildkröte; allerdings sind nur noch sehr wenige lebende Exemplare bekannt.

## Lebensweise
Im Frühjahr beginnt die Balzzeit und die rote Farbe der Männchen verstärkt sich. Wenn ein Männchen eine mögliche Partnerin erkennt, verfolgt es sie, überholt sie und schwenkt ein, sodass es ihr gegenübersteht. Daraufhin streckt es wiederholt den Hals schnell vor und zieht ihn wieder ein, wobei es leicht mit dem Kopf zuckt. Das Weibchen signalisiert Akzeptanz, indem es die vorderen Gliedmaßen zurückzieht und die hinteren Gliedmaßen ausstreckt, sodass der hintere Teil des Panzers und der Schwanz angehoben werden. Während der Kopulation beißt das Männchen von hinten in den Hals des Weibchens. Nach der Kopulation kann es vorkommen, dass das Weibchen seinen Partner mit den hinteren Gliedmaßen von der Kloakenregion weg tritt. Bei Tieren in Gefangenschaft findet die Eiablage in der nördlichen Hemisphäre von April bis Juli statt. Die Chinesische Rothalsschildkröte ist die einzige bekannte Schildkrötenart, die regelmäßig zwei Löcher nebeneinander gräbt und in beide Eier legt. Die bis zu vier Gelege pro Jahr können jeweils ein bis 13 Eier umfassen. Die Chinesische Rothalsschildkröte zeigt eine temperaturabhängige Geschlechtsdetermination: Das Geschlecht der schlüpfenden Schildkröten wird durch die Temperatur während der Inkubation bestimmt, die zwischen 25 und 31,5 °C liegen kann; in einer kleinen Stichprobe brachten Temperaturen von 25 und 27 °C nur Männchen hervor.
Chinesische Rothalsschildkröten gelten als langlebig; einzelne Tiere unbekannten Geburtsdatums befinden sich seit knapp 40 Jahren in menschlicher Obhut.
Wovon sich Chinesische Rothalsschildkröten in freier Natur ernähren, ist unbekannt. Es dürfte sich um fettarme Kost handeln, da die Tiere in Gefangenschaft eine Neigung zur Fettleibigkeit zeigen. Sie lassen sich mit Fisch- oder Schildkrötenpellets, Wirbellosen, Fischen, Früchten und einigen Pflanzen, darunter Algen, füttern. Der große Kopf und die weiten Kiefer deuten auf eine Anpassung an vornehmlich Weichtiere oder hartschalige Früchte hin. Vor allem Schlüpflinge bevorzugen eine karnivore Ernährung.

## Verbreitung und Gefährdung
Die Chinesische Rothalsschildkröte kommt oder kam in Südchina in den Provinzen Guangdong und Guangxi vor und eventuell noch in Hainan sowie in Nordvietnam, wo ein prähistorischer Schädel gefunden wurde. Ihr Lebensraum sind oder waren Flüsse, Sümpfe und Teiche auf 300 bis 400 Metern Höhe über dem Meeresspiegel.
Vor den 1980ern konnte man sie in Guangdong noch finden. Die Art gilt seit 2000 als stark gefährdet (endangered), nicht nur aufgrund ihres begrenzten Verbreitungsgebiets, sondern auch weil sie bei Sammlern begehrt ist. 2011 wurde der Gefährdungsstatus der Chinesischen Rothalsschildkröte von der IUCN-Gruppe für Schildkröten provisorisch auf „vom Aussterben bedroht“ (critically endangered) hochgestuft und die Art unter den 40 bedrohtesten Schildkrötenarten gelistet. Die letzten Sichtungen im Dinghushan-Reservat gab es in den 1960er Jahren. Nach erfolglosen Felduntersuchungen in Guangdong und Guangxi von 2007 bis 2009 sind derzeit (Stand 2012) keine wildlebenden Populationen der Chinesischen Rothalsschildkröte bekannt. 2013 wurde sie in den Appendix II des Washingtoner Artenschutzübereinkommens aufgenommen. Umfragen unter der lokalen Bevölkerung in Hainan ergaben, dass 2015 bis zu 80.000 US-Dollar für 500 Gramm Chinesische Rothalsschildkröte bezahlt wurden, also mindestens doppelt so viel wie für jede andere gehandelte Schildkrötenart.
Die Chinesische Rothalsschildkröte wird in einzelnen chinesischen Schildkrötenfarmen sowie in geringer Anzahl in Europa und den USA gezüchtet; die Haltung ähnelt der anderer semiaquatischer Altwelt-Sumpfschildkröten. Ein Nachzuchtprojekt für die großköpfige Form der Chinesischen Rothalsschildkröte verzeichnete 2014 erste Erfolge.

## Hybridisierung
Mit fünf verwandten, in freier Wildbahn allopatrisch vorkommenden Arten aus derselben Gattung, nämlich Chinesische Dreikielschildkröte (die am nächsten verwandte lebende Art), Japanische Sumpfschildkröte, Gelbe Sumpfschildkröte, Chinesische Streifenschildkröte und Annam-Bachschildkröte, sowie möglicherweise auch mit der Amboina-Scharnierschildkröte kann die Chinesische Rothalsschildkröte Hybride bilden.

## Forschungsgeschichte
Erstbeschrieben wurde die Chinesische Rothalsschildkröte 1834 von John Edward Gray als Emys nigricans, anhand eines Exemplars, das aus der Nähe von Kanton stammte. 1855 stellte er sie fälschlicherweise mit Emys mutica Cantor 1842 gleich. Clifford H. Pope trennte diese beiden Arten 1935 wieder, erkannte aber noch nicht die von ihm 1934 anhand eines Exemplars aus Luofu Shan beschriebene Art Geoclemys kwangtungensis als Synonym der Chinesischen Rothalsschildkröte. P. W. Fang bestätigte die Trennung von Emys mutica und E. nigricans, stellte letztere als Chinemys nigricans in eine andere Gattung und setzte die Art mit Geoclemys kwangtungensis gleich.
Geoclemys palaeannamitica wurde 1941 von René Léon Bourret anhand eines neolithischen, 6 cm langen Schädels aus Nordvietnam beschrieben, der im Muséum national d’histoire naturelle in Paris aufbewahrt wird.